# Râul Valea Bisericii, Șimon
Râul Valea Bisericii este un curs de apă, afluent al râului Șimon. 